# Solaster paxillatus
Solaster paxillatus är en sjöstjärneart som beskrevs av Percy Sladen 1889. Solaster paxillatus ingår i släktet Solaster och familjen solsjöstjärnor. Utöver nominatformen finns också underarten S. p. celebesensis.